# Championnats de Suisse de course en montagne
Les championnats suisses de course en montagne sont organisés tous les ans par Swiss Athletics et désignent les champions de Suisse de la catégorie.

## Histoire
Les championnats voient le jour de manière inofficielle en 1986 avec la création de la Coupe suisse de la montagne qui désigne des champions sur la base d'un classement de six courses de montagne. La Fédération suisse d'athlétisme officialise les championnats pour 1987 en conservant le même format. À partir de 1989, le système de classement à points sur plusieurs épreuves est abandonné. Les championnats se déroulent sur une épreuve unique. La course de montagne de Gamperney est la première à accueillir les championnats sous cette nouvelle forme.
L'édition 2020 est initialement prévue le 27 septembre à Malleray dans le cadre du Trophée de la Tour de Moron. Ce dernier étant annulé en raison de la pandémie de Covid-19, les championnats sont déplacés à Adelboden à la même date et ont lieu sur une course spécifique pour les championnats qui utilise le parcours de la Vogellisi Berglauf.

## Épreuves
Le parcours doit être celui d'une course existante. Il peut emprunter des routes, des chemins ou des sentiers de montagne. Les passages plats ou en descente sont autorisés mais l'arrivée doit se situer plus haut que le départ. Pour les hommes, la course doit durer au minimum 45 minutes et au maximum 75 minutes. La distance ne doit pas excéder 15 km et le dénivelé doit être d'au moins 700 m. Pour les femmes, la durée de course doit être comprise entre 40 et 60 minutes et le dénivelé entre 500 et 800 m. Les catégories hommes et femmes peuvent emprunter le même parcours si les différentes directives sont respectées.
Des courses célèbres ont accueilli les championnats, comme Montreux-Les-Rochers-de-Naye en 2010 ou encore Neirivue-Moléson à trois reprises en 2002, 2009 et 2019.

## Palmarès
| Édition | Date | Ville           | Gagnant               | Gagnante               |
| ------- | ---- | --------------- | --------------------- | ---------------------- |
| Ire     | 1986 | -               | Colombo Tramonti      | Karin Möbes            |
| IIe     | 1987 | -               | Beat Imhof            | Karin Möbes            |
| IIIe    | 1988 | -               | Marc Bovier           | Gaby Schütz            |
| 1re     | 1989 | Grabs           | Hanspeter Näpflin     | Eroica Staudenmann     |
| 2e      | 1990 | Anzère          | Marius Hasler         | Eroica Spiess          |
| 3e      | 1991 | Wolfenschiessen | Woody Schoch          | Eroica Spiess          |
| 4e      | 1992 | Roche           | Marius Hasler         | Eroica Spiess          |
| 5e      | 1993 | Rivera          | Marius Hasler         | Eroica Spiess          |
| 6e      | 1994 | Lenzerheide     | Woody Schoch          | Isabella Moretti       |
| 7e      | 1995 | Lac Noir        | Jean-Francois Cuennet | Isabella Moretti       |
| 8e      | 1996 | Illgau          | Jean-Michel Aubry     | Isabella Moretti       |
| 9e      | 1997 | Seelisberg      | Martin von Känel      | Daniela Gassmann       |
| 10e     | 1998 | Grabs           | Andrea Erni           | Eroica Spiess          |
| 11e     | 1999 | Sion            | Andrea Erni           | Chantal Dällenbach     |
| 12e     | 2000 | Bütschwil       | Geoffrey Tanui        | Fabiola Rueda-Oppliger |
| 13e     | 2001 | Soleure         | Urs Wenk              | Fabiola Rueda-Oppliger |
| 14e     | 2002 | Neirivue        | Alexis Gex-Fabry      | Daniela Gassmann       |
| 15e     | 2003 | Amden           | Toni Jöhl             | Claudia Oberlin        |
| 16e     | 2004 | Chaumont        | Toni Jöhl             | Daniela Gassmann       |
| 17e     | 2005 | Zermatt         | Sébastien Epiney      | Angéline Joly          |
| 18e     | 2006 | Granges         | David Schneider       | Martina Strähl         |
| 19e     | 2007 | Sierre          | David Schneider       | Martina Strähl         |
| 20e     | 2008 | Weite           | Sébastien Epiney      | Martina Strähl         |
| 21e     | 2009 | Neirivue        | Sébastien Epiney      | Martina Strähl         |
| 22e     | 2010 | Montreux        | David Schneider       | Martina Strähl         |
| 23e     | 2011 | Olten           | Christian Mathys      | Martina Strähl         |
| 24e     | 2012 | Lenzerheide     | Woody Schoch          | Monika Fürholz         |
| 25e     | 2013 | Locarno         | David Schneider       | Maude Mathys           |
| 26e     | 2014 | Lac Noir        | Christian Mathys      | Maude Mathys           |
| 27e     | 2015 | Granges         | Matthias Kyburz       | Martina Strähl         |
| 28e     | 2016 | Olten           | Christian Mathys      | Martina Strähl         |
| 29e     | 2017 | Monthey         | Jonathan Schmid       | Maude Mathys           |
| 30e     | 2018 | Bütschwil       | Christian Mathys      | Maude Mathys           |
| 30e     | 2019 | Neirivue        | Rémi Bonnet           | Maude Mathys           |
| 31e     | 2020 | Adelboden       | Joey Hadorn           | Maude Mathys           |
| 32e     | 2021 | Malleray        | Jonathan Schmid       | Maude Mathys           |
| 33e     | 2022 | Adelboden       | Jonathan Schmid       | Simone Troxler         |
| 34e     | 2023 | Lac Noir        | Roberto Delorenzi     | Judith Wyder           |
| 35e     | 2024 | Hägendorf       | Jonathan Schmid       | Céline Aebi            |
| 36e     | 2025 | Fischingen      | Dominik Rolli         | Oria Liaci             |